# Stipite batterico
Lo stipite batterico (o ceppo batterico), è la popolazione batterica omogenea che deriva da un singolo isolamento.
Fra i diversi stipiti di una specie batterica possono esistere spesso differenze utilizzabili per una più sottile divisione nell'ambito della "specie". Tali differenze (come la differente sensibilità all'infezione con differenti batteriofagi o la differente sensibilità all'azione letale di differenti batteriocine o il possesso di differenti capacità biochimiche, o l'esistenza di strutture con diverse caratteristiche antigeni) consentono di stabilire diversi "tipi" o "varianti" nell'ambito di alcune specie batteriche.